# 三角镇 (纽约州)
三角镇（英語：Triangle）是位于美国纽约州布鲁姆县的一个镇，地处布鲁姆县东北部、宾汉姆顿以北。2010年美国人口普查时，该镇有2946人。最初的定居者于1791年左右到达此地。1831年，三角镇从莱尔镇中分出。